# 10371 Gigli
10371 Gigli eller 1995 DU3 är en asteroid i huvudbältet som upptäcktes den 27 februari 1995 av de båda italienska astronomerna Andrea Boattini och Luciano Tesi vid Pian dei Termini-observatoriet. Den är uppkallad efter den italienska astronomen Paolo Gigli.
Asteroiden har en diameter på ungefär 2 kilometer.